# Lijst van nummer 1-hits in de Luxemburgse Digital Songs in 2011
Deze hits stonden in 2011 op nummer 1 in de Luxemburgse Digital Songs hitlijst die gepubliceerd wordt door Billboard en samengesteld wordt door Nielsen SoundScan.
| Datum        | Artiest                              | Titel                                |
| ------------ | ------------------------------------ | ------------------------------------ |
| 1 januari    | The Black Eyed Peas                  | The time (Dirty bit)                 |
| 8 januari    | The Black Eyed Peas                  | The time (Dirty bit)                 |
| 15 januari   | The Black Eyed Peas                  | The time (Dirty bit)                 |
| 22 januari   | The Black Eyed Peas                  | The time (Dirty bit)                 |
| 29 januari   | Taio Cruz & Kylie Minogue            | Higher                               |
| 5 februari   | Adele                                | Rolling in the deep                  |
| 12 februari  | Adele                                | Rolling in the deep                  |
| 19 februari  | LaKroix                              | Autumn leaf                          |
| 26 februari  | LaKroix                              | Autumn leaf                          |
| 5 maart      | Lady Gaga                            | Born this way                        |
| 12 maart     | Adele                                | Rolling in the deep                  |
| 19 maart     | Rihanna                              | S&M                                  |
| 26 maart     | Mickie Krause                        | Schatzi schenk mir ein foto          |
| 2 april      | Flo Rida                             | Turn around (5, 4, 3, 2, 1)          |
| 9 april      | Serge Tonnar & Legotrip              | Laksembörg-Sitti                     |
| 16 april     | Snoop Dogg & David Guetta            | Sweat                                |
| 23 april     | Snoop Dogg & David Guetta            | Sweat                                |
| 30 april     | Jennifer Lopez & Pitbull             | On the floor                         |
| 7 mei        | Jennifer Lopez & Pitbull             | On the floor                         |
| 14 mei       | Jennifer Lopez & Pitbull             | On the floor                         |
| 21 mei       | David Guetta, Flo Rida & Nicki Minaj | Where them girls at                  |
| 28 mei       | Jennifer Lopez & Pitbull             | On the floor                         |
| 4 juni       | Pitbull, Ne-Yo, Afrojack & Nayer     | Give me everything                   |
| 11 juni      | The Vintage Gigolos                  | Dr. Acula                            |
| 18 juni      | Pitbull, Ne-Yo, Afrojack & Nayer     | Give me everything                   |
| 25 juni      | Pitbull, Ne-Yo, Afrojack & Nayer     | Give me everything                   |
| 2 juli       | Pitbull, Ne-Yo, Afrojack & Nayer     | Give me everything                   |
| 9 juli       | Deborah                              | My band                              |
| 16 juli      | David Guetta, Taio Cruz & Ludacris   | Little bad girl                      |
| 23 juli      | DJ Antoine, Timati & Kalenna         | Welcome to St. Tropez                |
| 30 juli      | Pitbull, Ne-Yo, Afrojack & Nayer     | Give me everything                   |
| 6 augustus   | DJ Antoine, Timati & Kalenna         | Welcome to St. Tropez                |
| 13 augustus  | DJ Antoine, Timati & Kalenna         | Welcome to St. Tropez                |
| 20 augustus  | DJ Antoine, Timati & Kalenna         | Welcome to St. Tropez                |
| 27 augustus  | Don Omar & Lucenzo                   | Danza kuduro                         |
| 3 september  | David Guetta & Sia                   | Titanium                             |
| 10 september | Maroon 5 & Christina Aguilera        | Moves like Jagger                    |
| 17 september | Maroon 5 & Christina Aguilera        | Moves like Jagger                    |
| 24 september | Maroon 5 & Christina Aguilera        | Moves like Jagger                    |
| 1 oktober    | Sak Noel                             | Loca people (la gente esta muy loka) |
| 8 oktober    | Marlon Roudette                      | New age                              |
| 15 oktober   | Marlon Roudette                      | New age                              |
| 22 oktober   | Marlon Roudette                      | New age                              |
| 29 oktober   | Rihanna & Calvin Harris              | We found love                        |
| 5 november   | R.I.O. & U-Jean                      | Turn this club around                |
| 12 november  | Taio Cruz & Flo Rida                 | Hangover                             |
| 19 november  | Rihanna & Calvin Harris              | We found love                        |
| 26 november  | Taio Cruz & Flo Rida                 | Hangover                             |
| 3 december   | Taio Cruz & Flo Rida                 | Hangover                             |
| 10 december  | Haute Tenzion                        | Je changerai                         |
| 17 december  | Aura Dione                           | Geronimo                             |
| 24 december  | Lana Del Rey                         | Video games                          |
| 31 december  | Gotye & Kimbra                       | Somebody that I used to know         |

2009 ·
2010 ·
2011 ·
2012 ·
2013 ·
2014 ·
2015 ·
2016 ·
2017 ·
2018 ·
2019
- Nederland (Top 40)
- Nederland (Single Top 100)
- Nederland (3FM Mega Top 50)
- Nederland (iTunes Top 30)
- Nederland (Kink 40)
- Vlaanderen (Radio 2 Top 30)
- Vlaanderen (Ultratop 50)
- Vlaanderen (Top 30 van Ultratop)
- Vlaanderen (De Afrekening)
- Wallonië
- Australië
- Canada
- Denemarken
- Duitsland
- Finland
- Frankrijk
- Ierland
- Italië
- Luxemburg
- Nieuw-Zeeland
- Noorwegen
- Oostenrijk
- Polen
- Portugal
- Spanje
- Verenigd Koninkrijk
- Verenigde Staten (Hot 100)
- Zweden
- Zwitserland